# Barbados Labour Party

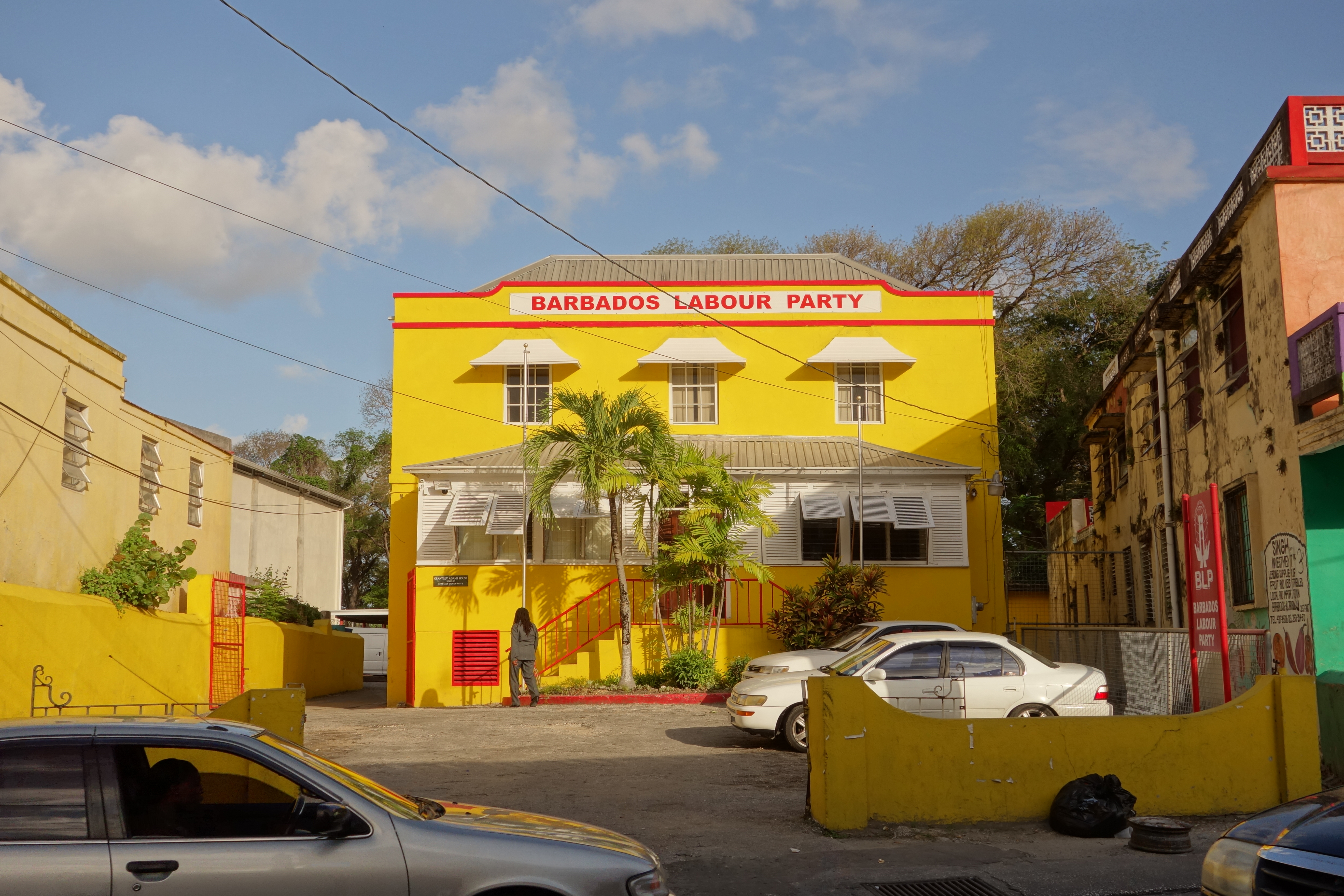
Grantley Adams House, hoofdkwartier van de Barbados Labour Party

De Barbados Labour Party (Nederlands: Arbeiderspartij van Barbados) is een van de twee grote politieke partijen op Barbados. De BLP bezet sinds 2018 alle 30 zetels in de Assemblée (het lagerhuis).
De centrumlinkse Barbados Labour Party heette oorspronkelijke de Conservative Party (Conservatieve Partij), maar op 31 maart 1938 werd de naam gewijzigd in de huidige. Oprichters van de BLP waren onder andere James Martineau, Chrissie Brathwaite en Grantley Adams. Tijdens de oprichtingsdag werden Brathwaite en Adams respectievelijk tot voorzitter en vicevoorzitter gekozen. De hoofdpunten van de nieuwe partij waren algemeen kiesrecht, betere woningbouw, gratis onderwijs en goede gezondheidszorg. De BLP deed voor het eerste mee aan de verkiezingen van 1940.
In 1954 werd Grantley Adams de eerste premier van Barbados. Sindsdien heeft de partij vaak geregeerd en de premier geleverd, met uitzondering van de periodes 1962-1976, 1986-1994 en 2008-2018. In deze periodes was de Democratic Labour Party (DLP) aan de macht, een partij die in 1955 ontstond als een afscheiding van de BLP. Tussen 1994 en 2008 was het premierschap in handen van toenmalig BLP-leider Owen Seymour Arthur.
Na tien jaar oppositie behaalde de BLP bij de verkiezingen in 2018 een historisch succes door alle dertig zetels in de Assemblée te veroveren. De op dat moment regerende DLP viel daarmee terug van 16 naar nul zetels. In mei 2018 werd partijleider Mia Mottley de nieuwe premier van Barbados, als eerste vrouw in de geschiedenis van het land.
De Barbados Labour Party is lid van de Socialistische Internationale.